# Setren (Rejoso)
Setren is een bestuurslaag in het regentschap Nganjuk van de provincie Oost-Java, Indonesië. Setren telt 1898 inwoners (volkstelling 2010).